# تپه کند دره سی
تپه کند دره سی مربوط به دوران‌های تاریخی پس از اسلام است و در شهرستان بوئین‌زهرا، بخش آبگرم، روستای قره داش واقع شده و این اثر در تاریخ ۱۹ اسفند ۱۳۸۰ با شمارهٔ ثبت ۴۸۱۸ به‌عنوان یکی از آثار ملی ایران به ثبت رسیده است.